# 天策上将
天策上將是唐高祖李淵为嘉奖次子李世民而开设的官爵。天策，星名，即傅说星，传说为武丁的大臣傅说死后托神。

## 李世民的天策上將
武德四年，秦王李世民在虎牢之战中連破夏王竇建德、鄭王王世充两大割据势力，並俘获二人至首都長安，为唐王朝统一了中国北方。李淵认为李世民已经位列秦王、太尉（三公之首，主管全国军事）兼尚书令（尚书省长官，宰相之首），封无可封，且已有的官职無法彰顯其榮耀，而特设此职位，并加领司徒（三公的第二位，主管全国教化，此时三师之职空缺，太尉为李世民所担任，司徒实为百官之首），同时仍兼尚书令。
天策上将職位在親王、三公之上，仅次于名义上的文官之首三师（即太师、太傅、太保）；天策府则是武官官府之首，在十四卫府之上；天策上将可以自己招募人才作为天策府中官员，即所谓的“许自置官属”。
唐朝官秩等级为:三师，亲王，三公，宰辅。当时百官之首的三师空缺，其次为天策上将；天策上将下面是亲王，秦王李世民又居首位；亲王下面是三公，太尉空缺，司徒李世民又居首位；三公下面、实际上的文官之首宰相中的首位尚书令也由李世民担任。这便使得任天策上將兼秦王兼司徒兼尚书令的李世民不管是爵位上还是在职官上、也不管在文臣还是武将中地位都是最高，仅次于皇帝李渊和皇太子李建成（皇帝为君，皇太子是储君，对臣下而言都是君主）。

### 成员
天策上将这一职位是李世民与皇太子李建成角力的重要筹码，尤其是自置官属的权力给予他招募人才许多方便，比如他就曾经在房玄龄建议下，将杜淹招募到天策府，以免他投入太子李建成阵营。
李世民的天策府裏也聚集了各路人才。其中文臣包括：长孙无忌、杜如晦、房玄龄、虞世南、孔颖达、姚思廉、薛元敬、薛收、杜淹、许敬宗、盖文达、陆德明、蔡允恭、苏勖、颜师古、颜相时、于志宁、苏世长、李守素、阎立本、高士廉、温大雅、刘政会等。武将包括：尉迟敬德、侯君集、段志玄、程咬金、罗士信、长孙顺德、秦叔宝、丘行恭、丘师利、史万宝、刘弘基、柴绍、张亮、刘师立、屈突通、张士贵、独孤彦云、张公谨、史大奈、公孙武达、杜君绰、郑仁泰、殷开山、长孙安业等。
武德九年玄武门之变后，李世民为皇太子，已经不需要这个臣子的职位，因此六月廿九乙酉日，天策府被废除，有唐一代未再置。

### 李世民的天策上将府官制
（参考《旧唐书》卷四十二 职官志一）
- 天策上将：一人，正第一品，负责唐对内外的军事作战，府主，总判府事。
- 天策府长史：一人，从第三品，管理府中各类事务。
- 天策府司马：一人，从第三品，管理府中各类事务。
- 天策府从事中郎；二人，从第四品下，协助长史、司马管理府中各类事务。
- 天策上将军谘祭酒：二人，正第五品下，军事参谋人员，同时负责指挥礼仪、接待宾客事务。
- 天策府主簿：从第五品下，二人，负责起草天策上将的教令、命令。
- 天策府记室参军事：从第五品下，二人，负责公文（书、疏、表、启）往来，负责发出天策上将的教令、命令。
- 天策府诸曹参军事：正第六品下，每曹二人，共十二人，分别为：

功曹参军事二人，掌管府中官员请假、出差、礼仪、医药、选拔、考课、工资、福利、铺设等事。
仓曹参军事二人，掌管府中库、食堂、厨房、和证件“过所”的发放等事。
兵曹参军事二人，掌管府中士兵名册、考勤。
骑曹参军事二人，掌管府中牲畜畜牧。
铠曹参军事二人，掌管府中兵器。
士曹参军事二人，掌管府中建造和处罚府中士兵。
- 天策府参军事：正第七品下，六人，掌管出差及其他检校之事。
- 天策府典签：正第八品上，四人，协助掌管传达教命、导引宾客之事。
- 天策府录事：正第九品上，二人，协助掌管书疏表启，传达、执行教命。

## 后世的天策上将军

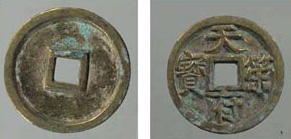
鎏金天策府宝

五代后梁太祖开平四年（910年）六月，马殷求授天策上将，詔加天策上将军，亦开天策府。马殷曾于化元年（911年）铸天策府宝大钱，有铜钱、铁钱二种，铜钱有背龙铜钱及鎏金铜钱等特殊种类，非常罕见。
宋真宗大中祥符八年（1015年），封宋真宗兄、楚王赵元佐为天策上将军，不开幕府，后荆王赵元俨死，亦赠天策上将军。

## 腳注
1. ↑  《左传》僖公五年疏
2. ↑  当时的亲王除了秦王李世民外，还有吴王杜伏威（赐姓李，位在齐王李元吉之上）、齐王李元吉、赵王李元景、鲁王李元昌、韩王李元嘉、霍王李元轨等。
3. ↑  齐王李元吉则任司空
4. ↑  《資治通鑑》卷一百八十九·唐紀五·高祖武德四年
5. ↑  《资治通鉴》卷二百六十七·后梁纪二·太祖开平四年
6. ↑  《宋史》列传第四